# جول باموسى (يبعث)

تعديل مصدري - تعديل

جول باموسى هي إحدى قرى عزلة يبعث بمديرية يبعث التابعة لمحافظة حضرموت، بلغ تعداد سكانها 141 نسمة حسب تعداد اليمن لعام 2004.